# Mariano Ignacio Prado
Mariano Ignacio Prado Ochoa (født 18. juli 1826, død 5. maj 1901) var Perus præsident i 1865 (april-juni), 1865-68 og 1876-79.
Han blev styrtet ved et statskup kort efter begyndelsen af Salpeterkrigen i 1879.